# Коламбія (Нью-Джерсі)
Коламбія (англ. Columbia) — переписна місцевість (CDP) в США, в окрузі Воррен штату Нью-Джерсі. Населення — 215 осіб (2020).

## Географія
Коламбія розташована за координатами 40°55′33″ пн. ш. 75°5′39″ зх. д. / 40.92583° пн. ш. 75.09417° зх. д. (40.925868, -75.094062).  За даними Бюро перепису населення США в 2010 році переписна місцевість мала площу 0,33 км², з яких 0,26 км² — суходіл та 0,07 км² — водойми.

## Демографія
Згідно з переписом 2010 року, у переписній місцевості мешкало 229 осіб у 77 домогосподарствах у складі 55 родин. Густота населення становила 701 особа/км².  Було 85 помешкань (260/км²).
Расовий склад населення:
| - 96,9 % — білих - 3,1 % — чорних або афроамериканців |

До двох чи більше рас належало 0,0 %. Частка іспаномовних становила 2,2 % від усіх жителів.
За віковим діапазоном населення розподілялося таким чином: 19,2 % — особи молодші 18 років, 62,0 % — особи у віці 18—64 років, 18,8 % — особи у віці 65 років та старші. Медіана віку мешканця становила 45,4 року. На 100 осіб жіночої статі у переписній місцевості припадало 90,8 чоловіків;  на 100 жінок у віці від 18 років та старших — 74,5 чоловіків також старших 18 років.
Цивільне працевлаштоване населення становило 153 особи. Основні галузі зайнятості: фінанси, страхування та нерухомість — 47,1 %, роздрібна торгівля — 21,6 %, будівництво — 10,5 %, освіта, охорона здоров'я та соціальна допомога — 7,2 %.